# إد دوغان
إد دوغان (بالإنجليزية: Ed Dugan)‏ هو لاعب كرة قاعدة أمريكي، (ولد في بروكلين في الولايات المتحدة 1864  م).

## وصلات خارجية
- إد دوغان على موقعبيزبول رفرنس.كوم (الدوري الرئيسي) (الإنجليزية)